# Taina Elg
Taina Elisabeth Elg est une actrice et danseuse d'origine finlandaise, naturalisée américaine, née le 9 mars 1930 à Impilahti (Finlande) et morte le 15 mai 2025 à Helsinki.

## Biographie

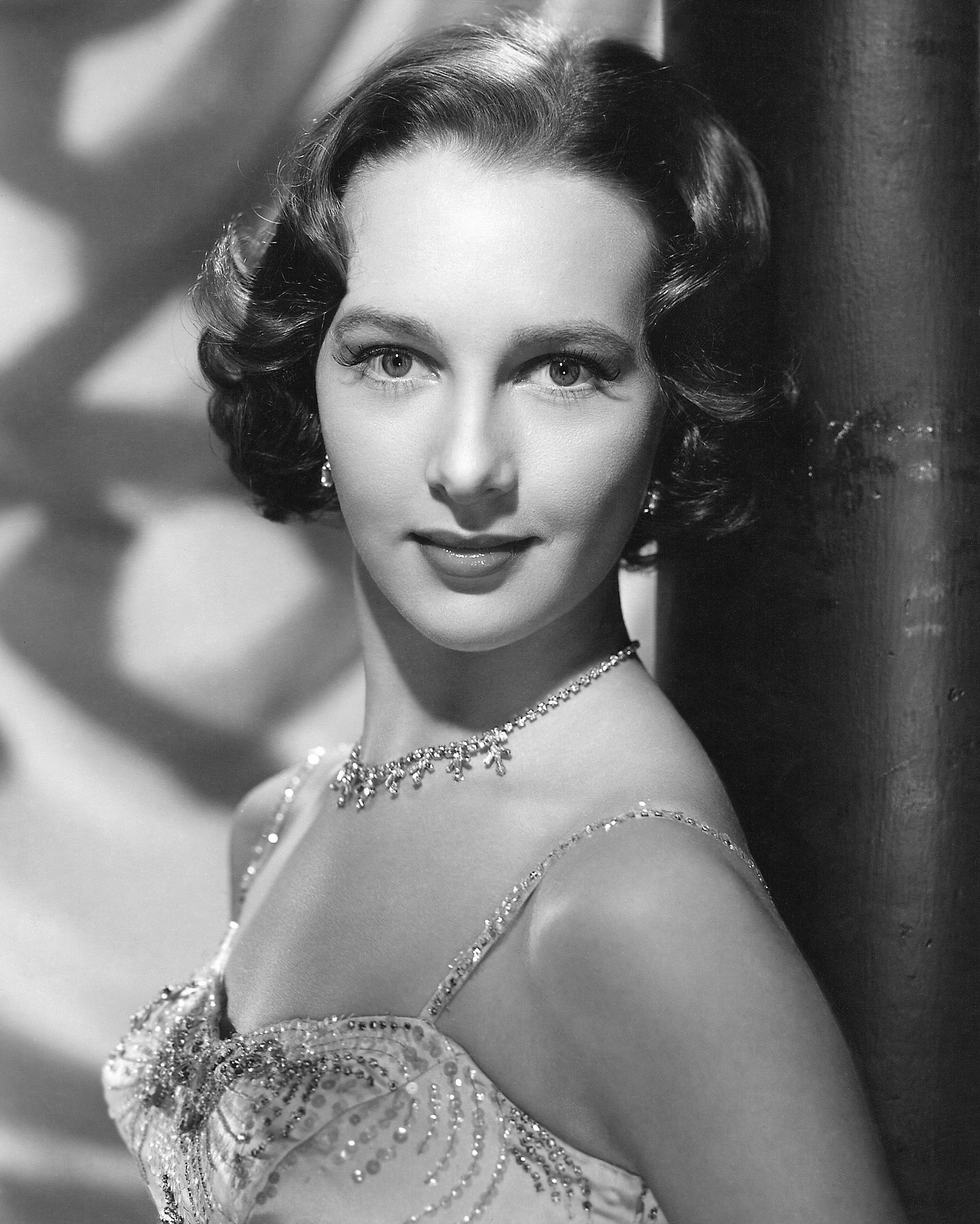
Photographiée vers 1955

Taina Elg entame enfant une formation de danseuse de ballet à l'école du ballet national de Finlande (rattaché à l'opéra national de Finlande où elle débute), dont elle ressort diplômée en 1946. Elle poursuit cette formation à l'école du Royal Ballet (alors dénommée Sadler's Wells Ballet) de Londres en 1947-1948, puis intègre de 1949 à 1953 le Grand Ballet de Monte-Carlo (renommé en 1951 Grand Ballet du Marquis de Cuevas). Une grave blessure met fin à cette première carrière, mais elle est repérée à Londres en 1954 par le producteur américain Edwin H. Knopf et obtient la même année un contrat à la Metro-Goldwyn-Mayer.
Elle a tenu des petits rôles dans deux films finlandais sortis respectivement en 1941 et 1946. Sa première apparition dans un film américain s'est faite dans Le Fils prodigue de Richard Thorpe, avec Lana Turner et Edmund Purdom, en 1955.
Suivent seulement treize autres films, majoritairement américains, dont Les Girls de George Cukor (1957), Les 39 Marches de Ralph Thomas (1959), Hercule à New York d'Arthur Allan Seidelman (1970), ou encore Leçons de séduction de Barbra Streisand (1996). Son ultime film à ce jour, finlandais, sort en 2006.
Pour la télévision, outre des apparitions d'elle-même, Taina Elg contribue à douze séries américaines entre 1959 et 1993, dont La Grande Caravane (un épisode, 1960), Opération vol (un épisode, 1968), On ne vit qu'une fois (1980-1981) et Arabesque (un épisode, 1987).
S'y ajoutent trois téléfilms, le premier finlandais en 1966, le suivant américain en 1978. Le troisième, également américain (dans lequel elle tient son dernier rôle au petit écran à ce jour) est Nuits de Chine de Woody Allen, diffusé en 1994.
Taina Elg se produit aussi au théâtre et joue notamment à Broadway, principalement dans des comédies musicales, la première étant Look to the Lilies (en) en 1970, sur une musique de Jule Styne et mise en scène par Joshua Logan, avec Shirley Booth et Al Freeman Jr.
Sa prestation en 1974-1975 dans la comédie musicale Where's Charley? (en) lui vaut en 1975 une nomination au Tony Award du meilleur second rôle féminin dans un musical.
Son rôle d'Angèle Ducros dans le film précité Les Girls lui permet de gagner deux Golden Globes, celui de la révélation féminine étrangère de l'année en 1957, puis celui de la meilleure actrice dans une comédie musicale ou une comédie en 1958.
Mariée une première fois à un compositeur d'origine finlandaise tout comme elle, Taina Elg a eu un fils, Raoul Björkenheim, né en 1956 et devenu un musicien de jazz réputé.

## Filmographie

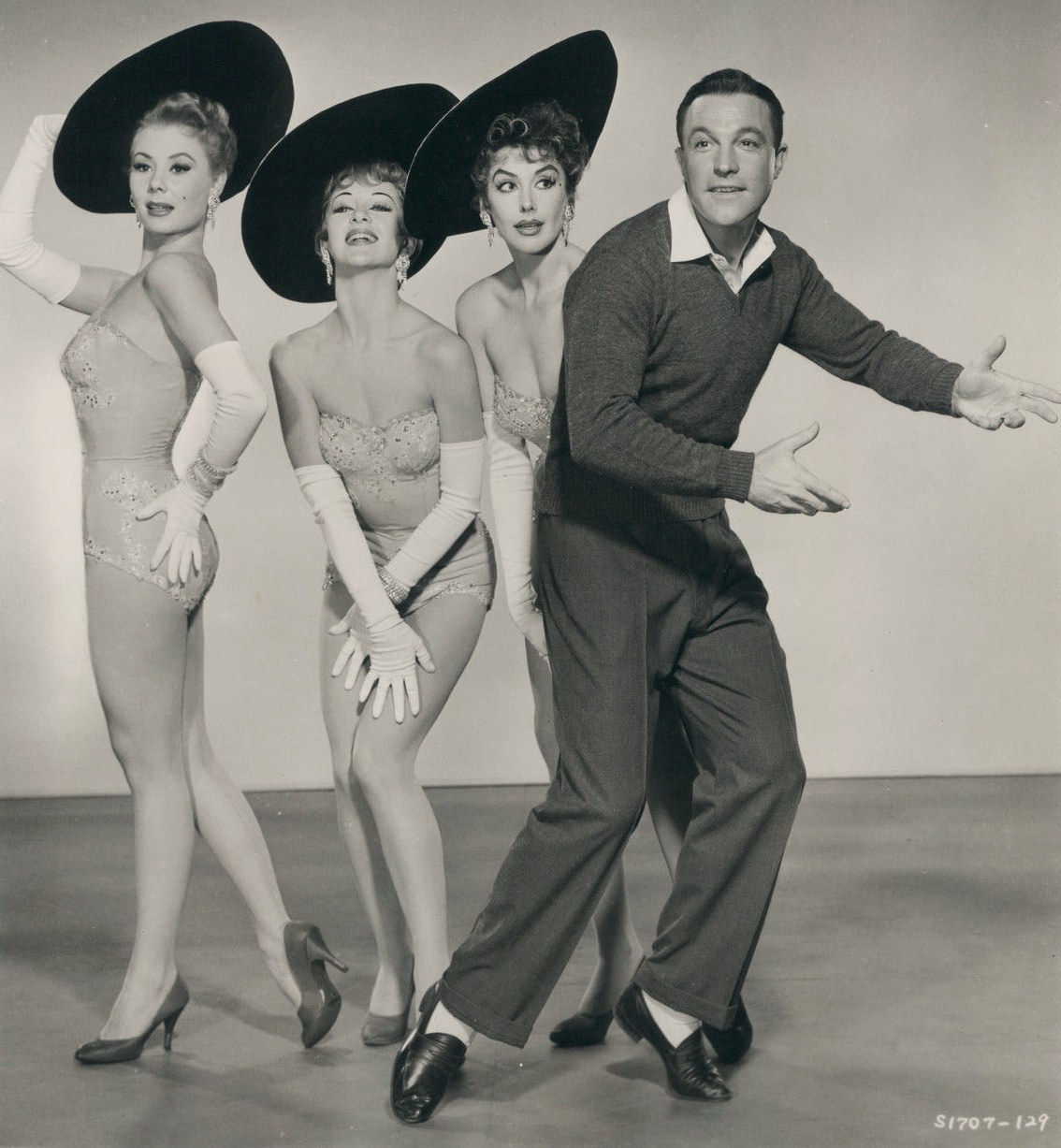
De g. à d. : Mitzi Gaynor, Taina Elg, Kay Kendall et Gene Kelly, dans Les Girls (1957, photo promotionnelle)

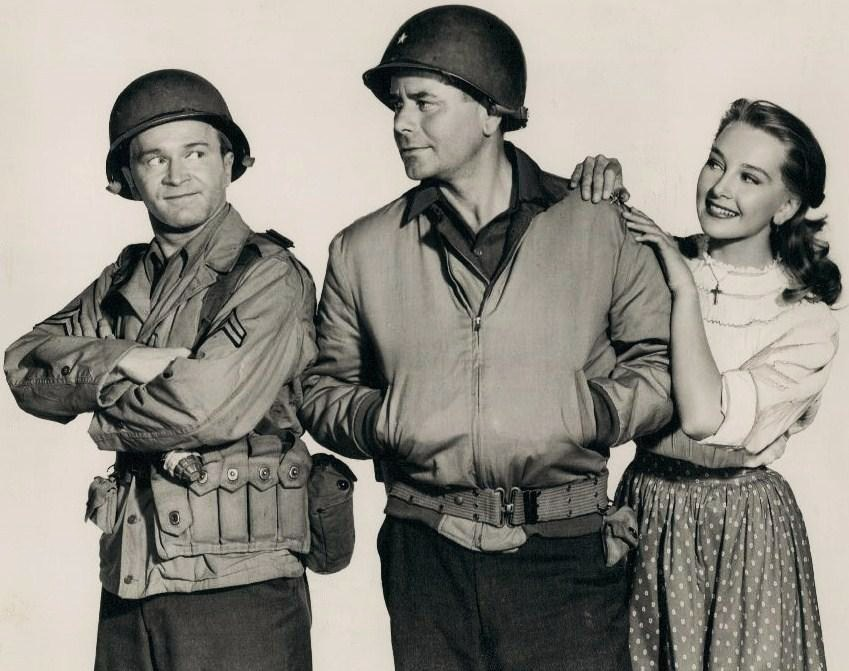
De g. à d. : Red Buttons, Glenn Ford et Taina Elg, dans Le Général casse-cou (1958, photo promotionnelle)

### Cinéma (intégrale)
(films américains, sauf mention contraire)
- 1941 : Suomisen perhe de T. J. Särkkä (film finlandais) : Une enfant à la fête d'Olli
- 1946 : Naimisiin päiväksi d'Yrjö Haaganen et Orvo Saarikivi (film finlandais) : Une danseuse
- 1955 : Le Fils prodigue (The Prodigal) de Richard Thorpe : Elissa
- 1956 : Diane de Poitiers (Diane) de David Miller : Alys
- 1956 : Gaby de Curtis Bernhardt : Elsa
- 1957 : Les Girls (titre original) de George Cukor : Angèle Ducros
- 1958 : Le Général casse-cou (Imitation General) de George Marshall : Simone
- 1959 : Les 39 Marches (The 39 Steps) de Ralph Thomas (film britannique) : Fisher
- 1959 : Watusi de Kurt Neumann : Erica Neuler
- 1960 : Passage secret (Mission of Danger)[3] de Jacques Tourneur et George Waggner : Audrey Bonay
- 1961 : Les Bacchantes (Le Baccanti) de Giorgio Ferroni (film franco-italien) : Dirce
- 1970 : Hercule à New York (Hercules in New York) d'Arthur Allan Seidelman : Némésis
- 1991 : Traumatismes (Liebestraum) de Mike Figgis : Mme Ralston mère
- 1996 : Leçons de séduction (The Mirror Has Two Faces) de Barbra Streisand : La professeur
- 2006 : Kummelin Jackpot de Pekka Karjalainen (film finlandais) : Mme Skogstedt

### Télévision (sélection)
(séries, sauf mention contraire)
- 1960 : La Grande Caravane (Wagon Train), saison 3, épisode 31 The Countess Baranof Story de Ted Post : Comtesse Baranof
- 1960 : Hong Kong, saison unique, épisode 6 The Jumping Dragon de Jus Addiss : Marta
- 1968 : Opération vol (It Takes a Thief), saison 1, épisode 10 Birds of a Feather de Don Weis : Anya Selina
- 1980 : Haine et Passion (Guiding Light), feuilleton, épisodes non spécifiés : Dr Ingrid Fischer
- 1980-1981 : On ne vit qu'une fois (One Life to Live), feuilleton, épisodes non spécifiés : Olympia Buchanan
- 1987 : Arabesque (Murder, She Wrote), saison 4, épisode Une mort à la mode (A Fashionable Way to Die) : Claudia Soury
- 1993 : Amoureusement vôtre (Loving), feuilleton, épisodes non spécifiés : Mme Mulryan
- 1994 : Nuits de Chine (Don't Drink the Water), téléfilm de Woody Allen : Anna Gruber

## Théâtre à Broadway (intégrale)
(comédies musicales, sauf mention contraire)
- 1970 : Look to the Lilies, musique de Jule Styne, lyrics de Sammy Cahn, livret de Leonard Spigelgass, d'après le roman Lilies of the Field de William E. Barrett, mise en scène de Joshua Logan : Sœur Albertine
- 1973 : Oncle Vania (Дядя Ваня - Uncle Vanya), pièce d'Anton Tchekhov, adaptation d'Albert Todd et Mike Nichols, mise en scène de ce dernier : Éléna Andréevna (doublure)
- 1974-1975 : Where's Charley?, musique et lyrics de Frank Loesser, livret de George Abbott, d'après la pièce La Tante de Charley (Charley's Aunt) de Brandon Thomas : Donna Lucia D'Alvadorez
- 1979 : The Utter Glory of Morrissey Hall, musique et lyrics de Clark Gesner, livret de Clark Gesner et Nagle Jackson : Mme Delmonde
- 1980 : Strider, pièce de Mark Rozovsky, adaptation de la nouvelle Le Cheval (Kholstomer) de Léon Tolstoï : Viazapurikha / Mathieu / Marie (remplacement)
- 1982-1984 : Nine, drame musical, musique et lyrics de Maury Yeston, livret d'Arthur Kopit : La mère de Guido
- 1998-2004 : Cabaret, musique de John Kander, lyrics de Fred Ebb, livret de Joe Masteroff, d'après la pièce I Am a Camera de John Van Druten, mise en scène de Sam Mendes et Rob Marshall, chorégraphie de ce dernier : Fraulein Schneider (doublure)

## Distinctions (sélection)

### Nomination
- 1975 : Tony Award du meilleur second rôle féminin dans une comédie musicale, pour Where's Charley?

### Récompenses
- Deux Golden Globes :
  - En 1957, de la révélation féminine étrangère de l'année, pour Les Girls ;
  - Et en 1958, de la meilleure actrice dans un film musical ou une comédie, pour Les Girls.